# Boni (département)
Pour les articles homonymes, voir Boni.
Pour le département et la commune rurale, voir le village chef-lieu et Boni (Burkina Faso).
Boni est un département et une commune rurale de la province du Tuy, situé dans la région des Hauts-Bassins au Burkina Faso.
En 2006, le dernier recensement consolidé comptabilisait 16 377 habitants.

## Villages
Le département et la commune rurale est composé de dix villages, dont le village chef-lieu homonyme (données de population consolidées issues du recensement général de 2006) :
- Bahoun (1 992 habitants)
- Bansié (2 444 habitants)
- Boni (2 149 habitants), chef-lieu
- Dossi (5 154 habitants)
- Mambo (343 habitants)
- Mamboué (1 514 habitants)
- Minou (809 habitants)
- Moukounien (603 habitants)
- Saho (901 habitants)
- Yénou (468 habitants)